# Evenimentele din ianuarie 1991 din Lituania
Evenimentele din ianuarie (în lituaniană Sausio įvykiai) au avut loc în Lituania între 11 și 13 ianuarie 1991, ca urmare a Declarației de Reînființare a Statului Lituania. În urma acțiunilor armatei sovietice, cel puțin 14 civili au murit și peste 600 au fost răniți. Evenimentele s-au desfășurat în capitala Vilnius, unele acțiuni având loc și în suburbiile acesteia și în orașele Alytus, Šiauliai, Varėna și Kaunas.

## Context
Republica Lituaniană și-a declarat independența față de Uniunea Sovietică la 11 martie 1990, după care a urmat o perioadă dificilă și tensionată. Penuriile de energie și lipsurile din economie au subminat încrederea opiniei publice în statul proaspăt restaurat. Uniunea Sovietică a impus o blocadă economică din aprilie până la sfârșitul lui iunie.
Inflația a ajuns la 100% și a continuat să crească rapid. Faptul că Lituania și-a proclamat unilateral independența a dus la nemulțumiri în rândul minorităților, din care mare parte erau de origine rusă, susținători ai ramurii Partidului Comunist Lituanian susținut de la Moscova și a mișcării predominant comuniste a rusofonilor, Iedinstvo.
Tensiunile au fost escaladate rapid în primele zile ale lui 1991. În cele cinci zile dinaintea evenimentelor, muncitorii ruși, polonezi și de alte naționalități din fabricile din Vilnius au protestat împotriva creșterii prețurilor bunurilor de larg consum de către guvern și împotriva a ceea ce ei considerau a fi discriminare etnică. (Conform Human Rights Watch, guvernul sovietic declanșase o campanie de propagandă în scopul agitării unor conflicte interetnice).
La 8 ianuarie, conflictul dintre Președintele Parlamentului Vytautas Landsbergis și mai pragmatica șefă a guvernului Kazimira Prunskienė a culminat cu demisia celei din urmă. Prunskienė se întâlnise în acea zi cu președintele Uniunii Sovietice Mihail Gorbaciov. El i-a refuzat cererea de a fi asigurată că nu se vor întreprinde acțiuni militare.
La 8 ianuarie, mișcarea Iedinstvo a organizat un miting în fața Consiliului Suprem al Lituaniei. Protestatarii au încercat să pătrundă în clădirea parlamentului, dar au fost respinși de forțele de ordine cu tunuri de apă. Deși în aceeași zi Consiliul Suprem a votat oprirea creșterii prețurilor, protestele și provocările Iedinstvo și ale Partidului Comunist s-au intensificat. Într-un discurs televizat și radiodifuzat, Landsbergis a cerut susținătorilor independenței să protejeze principalele clădiri guvernamentale și de infrastructură.
Între 8 și 9 ianuarie, mai multe unități militare sovietice au fost aduse în Lituania pe calea aerului (printre acestea, celebra unitate antitero Grupul Alpha și parașutiștii din Divizia a 76-a Aeropurtată cu sediul la Pskov). Explicația oficială a acestei acțiuni era necesitatea de a asigura ordinea constituțională și aplicarea legii în RSS Lituaniană și în Uniunea Sovietică.
În ziua de 10 ianuarie, Gorbaciov s-a adresat Consiliului Suprem, cerând restaurarea constituției URSS în Lituania și revocarea tuturor legilor anticonstituționale. El a arătat că o intervenție militară este posibilă în câteva zile. Când oficialii lituanieni au cerut garanțiile Moscovei că nu va trimite armata, Gorbaciov nu a răspuns.

## Desfășurarea evenimentelor

### 11 ianuarie
Dimineața, Președintelui Consiliului Suprem Vytautas Landsbergis și Primului Ministru Albertas Šimėnas li s-a prezentat un ultimatum din partea „Congresului Democratic al Lituaniei” prin care se cerea îndeplinirea cererilor lui Gorbaciov până la ora 15:00 în aceeași zi. La orele prânzului, unitățile militare au ocupat clădirea Ministerului Apărării și Casa Presei din Vilnius, precum și alte obiective de interes regional din orașele Alytus și Šiauliai. La Casa Presei, armata sovietică a folosit muniție de război împotriva civililor, dintre care mai mulți au fost răniți.
La ora 15, ora expirării ultimatumului, liderul Diviziei Ideologice a Partidului Comunist din Lituania, Juozas Jermalavičius, a anunțat înființarea Comitetului Național de Salvare al RSS Lituaniene, pe care l-a proclamat singurul guvern legitim din Lituania. La 16:40, Ministrul de Externe al URSS a primit o notă diplomatică din partea omologului său lituanian Algirdas Saudargas prin care acesta își exprima îngrijorarea față de violențele comise de armata sovietică în țara sa. Până seara, armata sovietică a continuat să ocupe obiective strategice ale infrastructurii de transport și comunicație, cum ar fi releul TV de la Nemenčinė și dispeceratul gării Vilnius, întrerupând traficul feroviar pentru câteva ore.

### 12 ianuarie
În timpul nopții, într-o sesiune a Consiliului Suprem, Vytautas Landsbergis a anunțat că a încercat să-l contacteze pe Mihail Gorbaciov de trei ori fără succes. Ministrul adjunct al Apărării Uniunii Sovietice, generalul Vladislav Acealov, a sosit în Lituania și a preluat comanda tuturor operațiunilor militare. Oameni din toată Lituania au început să încercuiască principalele clădiri strategice: Consiliul Suprem, Comitetul de Radio și Televiziune, turnul TV din Vilnius și principala centrală telefonică.
Tot în timpul nopții, unitățile militare sovietice au ocupat Detașamentul Special de Poliție al RSS Lituaniene (OMON) aflat într-o suburbie a Vilniusului și au încercat fără succes să ocupe clădirea Academiei de Poliție din capitală. Au avut loc ciocniri la un post de trecere a frontierei de lângă Varėna.
La orele serii, după 22:00, o coloană de vehicule militare sovietice a plecat dintr-o bază militară din Vilnius și s-a deplasat spre centrul orașului. Activiștii Partidului Comunist au instruit grupările de muncitori să fie gata „pentru evenimente speciale”. La miezul nopții, o altă coloană militară care conținea și tancuri s-a îndreptat spre turnul TV.

### 13 ianuarie
Coloana militară ajunsă la turnul TV a început să tragă cu gloanțe oarbe. Tancurile și soldații au încercuit turnul TV, după care au început să tragă cu muniție de război în aer, și apoi direct în mulțimea adunată în jurul clădirii. Tancurile au trecut direct prin liniile demonstranților. Paisprezece oameni au murit în acest atac, majoritatea împușcați și câțiva striviți de tancuri. Un parașutist sovietic (Viktor Șațkih) a fost ucis de un glonte ricoșat. Megafoanele montate pe blindate au transmis mesajul lui Juozas Jermalavičius: „Broliai lietuviai, nacionalistų ir separatistų vyriausybė, kuri priešpastatė save liaudžiai, nuversta. Eikite pas savo tėvus, vaikus!” („Frați lituanieni! Guvernul naționalist și separatist care a oprimat poporul a fost răsturnat! Mergeți la părinții și copiii voștri!”). La ora 2, după ce la Comitetul de Radio și Televiziune s-a tras în clădire, peste mulțime, transmisiunea TV a fost întreruptă, ultima secvență filmată arătând un soldat sovietic venind spre cameră și oprind-o.
La ora 2:30, un mic studio TV din Kaunas a început emisia. Un tehnician al programelor locale difuzate din Kaunas o dată pe săptămână a apărut în direct cerând ajutorul pentru a difuza în toată lumea în cât mai multe limbi relatări despre cum armata și tancurile sovietice ucid oameni neînarmați în Lituania. Într-o oră, studioul s-a umplut cu mai mulți profesori universitari transmițând în mai multe limbi. Micul studio din Kaunas a primit un telefon de amenințare din partea diviziei militare sovietice din oraș. La ora 4 dimineața, studioul a primit vestea că un post suedez de știri a recepționat emisiunea și că a transmis veștile în toată lumea. A urmat un nou apel al diviziei sovietice, un comandant anunțând că studioul nu va fi ocupat dacă nu se dezinformează; ambele apeluri au fost difuzate în direct.
După două atacuri, o mulțime numeroasă (20.000 de oameni noaptea și peste 50.000 dimineața) de susținători ai independenței s-au adunat în jurul clădirii Consiliului Suprem. S-au ridicat baricade anti-tanc și s-au pregătit structuri defensive în clădirile învecinate. S-au înființat capele provizorii. Oamenii din mulțime s-au rugat, au cântat și au strigat slogane pro-independență. Trupele sovietice nu au mai atacat, retrăgându-se.

## Urmări

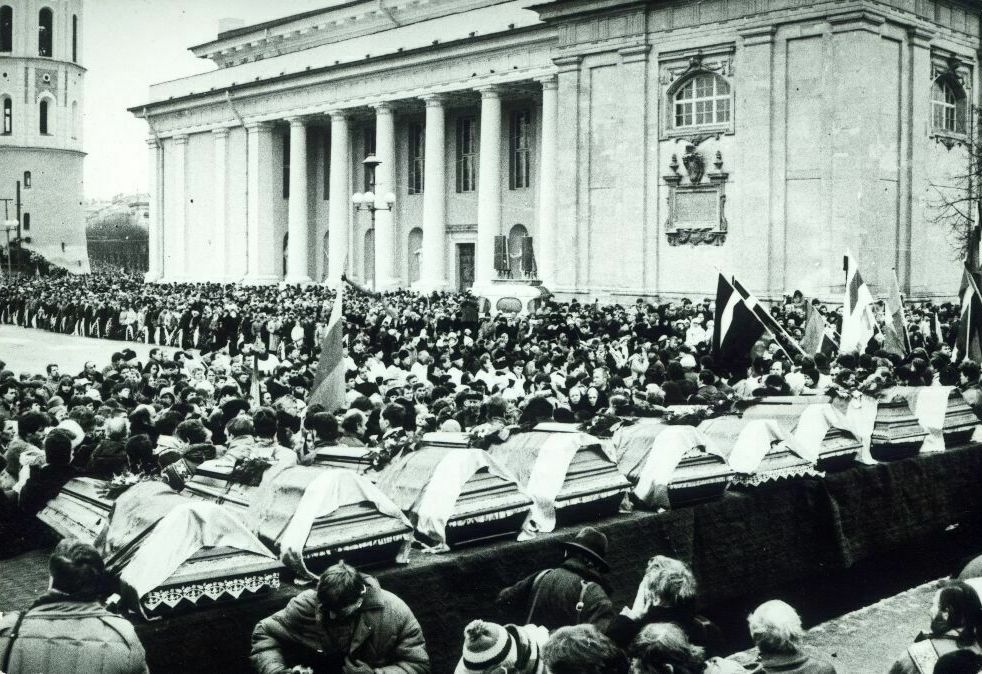
Înmormântarea victimelor

Imediat după atacuri, Consiliul Suprem a publicat o scrisoare deschisă adresată popoarelor Uniunii Sovietice și întregii lumi prin care a denunțat atacurile și a cerut guvernelor străine să constate faptul că Uniunea Sovietică a comis un act de agresiune împotriva unei națiuni suverane. După primele relatări din Lituania, guvernul Norvegiei a făcut apel la Națiunile Unite. Guvernul Poloniei și-a exprimat solidaritatea cu poporul lituanian și a denunțat acțiunile armatei sovietice.
După evenimente, președintele Gorbaciov a spus că „muncitorii și intelectualii” lituanieni s-au plâns de emisiuni antisovietice și că au încercat să discute cu parlamentul republicii, dar că au fost refuzați și bătuți, și că, după aceea, au cerut comandantului militar din Vilnius să-i protejeze. Ministrul Apărării Dmitri Iazov, Ministrul de Interne Boris Pugo și Gorbaciov au afirmat că nimeni din Moscova nu a dat ordin să se utilizeze forța în Vilnius. Iazov a declarat că naționaliștii încearcă să formeze o dictatură „burgheză” și că demonstranții au deschis focul primii.
A doua zi au avut loc manifestări de susținere în multe orașe (Kiev, Riga, Tallinn). Deși ocupația și raidurile militare au continuat mai multe luni după aceea, nu au mai avut loc ciocniri importante după 13 ianuarie. Reacția energică din partea Occidentului și reacția forțelor democratice rusești i-au pus pe Președintele și pe guvernul URSS într-o poziție dificilă. Aceasta a influențat negocierile ruso-lituaniene concretizate prin semnarea unui tratat la 31 ianuarie.
În timpul unei vizite a unei delegații oficiale lituaniene în Islanda din 20 ianuarie, ministrul de externe al acestei țări, Jón Baldvin Hannibalsson, a declarat: „Guvernul meu analizează în mod serios posibilitatea stabilirii de relații diplomatice cu Republica Lituania.” Islanda s-a ținut de promisiune și, la 4 februarie 1991, la doar trei săptămâni după atacuri, a recunoscut independența Lituaniei.
Aceste evenimente au avut impact și asupra victoriei susținătorilor independenței în referendumul din 9 februarie 1991, la care s-au prezentat 84,73% din alegători din care 90,47% au votat în favoarea independenței. Străzile din zona turnului TV din Vilnius au fost botezate după victimele atacului.
În 1996, Mikoláš Burokiavicius și Juzoas Jermalavicius, secretari ai CC al Partidului Comunist din RSS Lituaniană, au fost condamnați, alături de alte patru persoane, la pedepse de la 8 la 12 ani de închisoare în legătură cu evenimentele din 1991.